# Monadología
La Monadología (escrita en francés en 1714 y publicada en alemán en 1720) es una de las obras de Gottfried Leibniz que mejor resume su filosofía. Escrita hacia el final de su vida para sustentar una metafísica de las sustancias simples, es un tratado acerca de las mónadas, que son los átomos etimológicamente verdaderos, es decir, realmente indivisibles. Reflexiona sobre qué características físicas y metafísicas tendrían estas partículas asumiendo que existen. Es una proposición filosófica y metafísica, que roza la física teórica.

## Fundamento
El fundamento que da Leibniz a las mónadas a lo largo de su obra inédita es quíntuple:
1. Matemático, por el cálculo infinitesimal y sus conclusiones antiatomistas (en el sentido materialista de Epicuro, Lucrecio y Gassendi).
2. Físico, por la teoría de las fuerzas vivas y la crítica, implícita en ella, a la dinámica cartesiana, cuyos errores estimativos Leibniz se encargó de destacar. Dicha teoría es precursora de la relatividad y señala la necesidad de dar al movimiento un sentido referencial, representado aquí por la mónada.
3. Metafísico, por el principio de razón suficiente, que -como la navaja de Ockham- no puede postergarse indefinidamente y requiere un punto de partida en cada ser, determinado a obrar por su propia voluntad o inercia.
4. Psicológico, por la postulación de las ideas innatas que realiza en los Nuevos ensayos sobre el entendimiento humano y que sirvió a Kant como base para redactar su Crítica de la razón pura.
5. Biológico, por la preformación seminal de los cuerpos y la subdivisión de funciones en su desarrollo orgánico.

## Exposición
La Monadología está expuesta a través de párrafos lógicos, generalmente derivados el uno del otro, hasta completar un número de noventa. Se llama así porque —siguiendo a Marsilio Ficino, Giordano Bruno y Anne Conway— Leibniz quiso retomar el nombre «monas» del griego, que significa unidad; y «logos», a su vez, tratado o ciencia. La Monadología vendría a ser, pues, el tratado de las mónadas o la ciencia de la unidad.
El texto se presenta de forma tal que el lector puede hacerse preguntas que le ayudan a avanzar en su saber. Así, por ejemplo, se puede aceptar que lo compuesto es un derivado, extensión, fenómeno o repetición de lo simple (lo que Kant más tarde vendría a expresar en la dicotomía fenómeno-noúmeno). ¿Es el alma una mónada? Si la respuesta es sí, entonces el alma es simple. Si el alma es un agregado, entonces el alma no puede ser una mónada.

## Cualidades de las mónadas
Las mónadas son las sustancias simples, sin partes, no tienen extensión, ni figura, son indivisibles, autárquicas, únicas cualitativamente, cambiantes, poseen multitud interna en su unidad e imperfectas; poseen acciones y pasiones (§49) en tanto tienen percepciones claras o confusas y el movimiento entre el continuo de percepciones ocurre por su natural apetito (§15). Entre las mónadas racionales (almas) hay que señalar también la apercepción, es decir, la reflexión o conciencia de sí. Por otro lado, las mónadas carecen de figura (aunque posean un lugar) y -avanzando en la teoría de la relatividad- son el extremo de referencia del movimiento.
Para Leibniz, las mónadas son los átomos, formales, espirituales, de la realidad. No son átomos materiales, porque la materia es divisible en partes a su vez divisibles. En la materia no encontramos unidades indivisibles. Las mónadas son unidades dinámicas con una fuerza interior. No tienen ventanas al exterior, pero sí tienen percepción y apetición (por ejemplo la acción del principio interno, que verifica el cambio o tránsito de una percepción a otra). Todas son diferentes, y hay diferentes tipos de percepciones. Hay mónadas que tienen conciencia, se perciben a sí mismas: el alma humana. La mónada perfecta e infinita es Dios. Al crear las mónadas, Dios ha preestablecido una armonía entre ellas, para que desarrollen su actividad de forma coordinada.

## Polémica dentro del racionalismo
Cuando fue escrita, la Monadología intentó zanjar desde el monismo (pero rechazando el panpsiquismo spinoziano) el problema de la realidad en general, y en particular el de la comunicación de las sustancias, estudiados ambos por Descartes. Así, Leibniz presentó una solución alternativa a la incógnita de cómo se relacionan la mente («el reino de las causas finales» o teleológicas) y la realidad extensa asustancial («el reino de las causas eficientes» o mecánicas) por medio de una armonía preestablecida entre las mónadas y la materia, por un lado, y entre las mismas mónadas entre sí, por el otro. Según la teoría de Leibniz, las mónadas se comportan en virtud de su grado de distinción como si estuvieran influidas por los cuerpos, y viceversa. 
Leibniz impugnó el sistema dualista cartesiano en su Monadología y se propuso superarlo a través de un sistema metafísico de carácter al mismo tiempo monista (solo lo inextenso es substancial) y pluralista (las substancias están diseminadas en el mundo en número infinito). Es por ello que una mónada es una fuerza irreductible, que da a los cuerpos sus características de inercia e impenetrabilidad y que contiene en sí misma la fuente de todas sus acciones. Las mónadas son los elementos primeros de todas las cosas compuestas.

## Paradojas y aporías
Las mónadas son sustancias simples e inmateriales, estas constituyen la base ontológica de la realidad, ya que están en todas partes. La materia es el conjunto de percepciones que tenemos de las mónadas. No hay ni una mínima porción de extensión sin mónadas. Las mónadas son, pues, el lleno absoluto, y no obstante son inextensas. Pero ello no significa que sean, por su función, nulas (dado que proyectan y reflejan fuerza); ni, por el lugar, inmateriales (puesto que acompañan a la materia); ni, por la naturaleza, materiales (habida cuenta de que no interactúan con nada físico).
La materialidad extensa consistiría en la cualidad de impenetrable de lo inextenso —la mónada, sin puertas ni ventanas— transmitida pasivamente a razón de sucesiones de movimientos que, junto con la percepción y la apercepción, integran el proceder activo. Ahora bien, la mónada no puede permanecer ubicada en lo que ella hipotéticamente genera, la extensión misma, antes del acto generador, acaecido en el tiempo. De manera que extensión y mónada coexisten acausalmente y por creación intemporal, pese a vincularse de forma recíproca según las apariencias.
En resumen, se afirma que la materia es extensa, pero no solo extensa. Está formada de mónadas inextensas. Luego, ¿es extensa e inextensa? No, ya que la función de la mónada es constituir la materia, sin que pueda decirse que esta sea nada en concreto. La clave es saltar de la afirmación «la materia es h o es b» a la negación rotunda: «la materia no es».

## Conclusiones filosóficas
Esta teoría conduce: 
1. Al idealismo, porque se niega la realidad en sí y se multiplica a través de sus diferentes puntos de vista. Las mónadas son «espejos indestructibles del universo».
2. A lo que se ha venido llamando «optimismo metafísico», por el principio de razón suficiente, que se desarrolla de la siguiente manera:
  - Todo es por una razón (según el axioma: de la nada, nada sale);
  - Todo lo que es tiene más razones para ser que para no ser (que sea es la mejor razón);
  - Todo lo que es también es mejor que lo que no es (por el punto "a": al ser más racional, contiene más ser), y, por consiguiente, es lo mejor posible (con base en el axioma: lo que contiene más ser es mejor que lo que contiene menos ser).
De ahí la tesis del mejor de los mundos, esto es, aquel «dotado de mayor variedad de fenómenos con base en el menor número de principios».
3. A la justificación del libre albedrío, por la armonía preestablecida. Esta refuta el fatalismo de las causas eficientes o geométricas (Spinoza), distinguiendo entre predeterminación ―ya que nada de lo que deviene es indiferente, pues cuenta con una razón para ser antes que no ser― y necesidad ―dado que todo lo que es pudo haber sido de otro modo en la infinidad de mundos posibles, con lo que no es necesario en el sentido de ser su opuesto contradictorio―.
4. A un emergentismo inverso. La extensión y las demás propiedades materiales vendrían a ser fenómenos no reducibles a su sustrato ontológico. De lo simple a lo complejo, y no de lo complejo (la materia, el movimiento) a lo simple (la percepción, la intención).